# Joel McNeely
Joel McNeely, född 1959, är en amerikansk kompositör för film och TV. 

## Musikproduktion

### Långfilmer
- 1994 – Fritt fall
- 1994 – Iron Will
- 1996 – Flipper
- 1997 – Air Force One (tillsammans med Jerry Goldsmith)
- 1997 – Ett päron till farsa i Las Vegas
- 1998 – Hämnarna
- 2002 – Tillbaka till landet Ingenstans
- 2003 – Destino
- 2003 – Djungelboken 2
- 2003 – Ett hål om dagen
- 2003 – Uptown Girls
- 2004 – Mulan 2
- 2005 – Lilo & Stitch 2
- 2005 – Puhs film om Heffaklumpen
- 2006 – Micke och Molle 2
- 2007 – Askungen 3 – Det magiska trollspöet
- 2007 – I Know Who Killed Me
- 2008 – Tingeling
- 2014 – A Million Ways to Die in the West
- 2025 – The Naked Gun

### TV-produktioner
- 1989 – En härlig tid (TV-serie) (1 avsnitt)
- 1990 – Tiny Toon Adventures (TV-serie) (3 avsnitt)
- 1991 – Darkwing Duck (TV-serie) (1 avsnitt)
- 1992–1993 – Indiana Jones äventyr (TV-serie) (9 avsnitt)
- 2000–2002 – Dark Angel (TV-serie) (43 avsnitt)
- American Dad! (2009)

### Övrigt
- Star Wars: Shadows of the Empire (1996) (datorspel av Lucasarts)